# Xã Green Lake, Quận Kandiyohi, Minnesota
Xã Green Lake (tiếng Anh: Green Lake Township) là một xã thuộc quận Kandiyohi, tiểu bang Minnesota, Hoa Kỳ. Năm 2010, dân số của xã này là 1.582 người.